# Graphosphère
 (décembre 2018).
Si vous disposez d'ouvrages ou d'articles de référence ou si vous connaissez des sites web de qualité traitant du thème abordé ici, merci de compléter l'article en donnant les références utiles à sa vérifiabilité et en les liant à la section « Notes et références ».

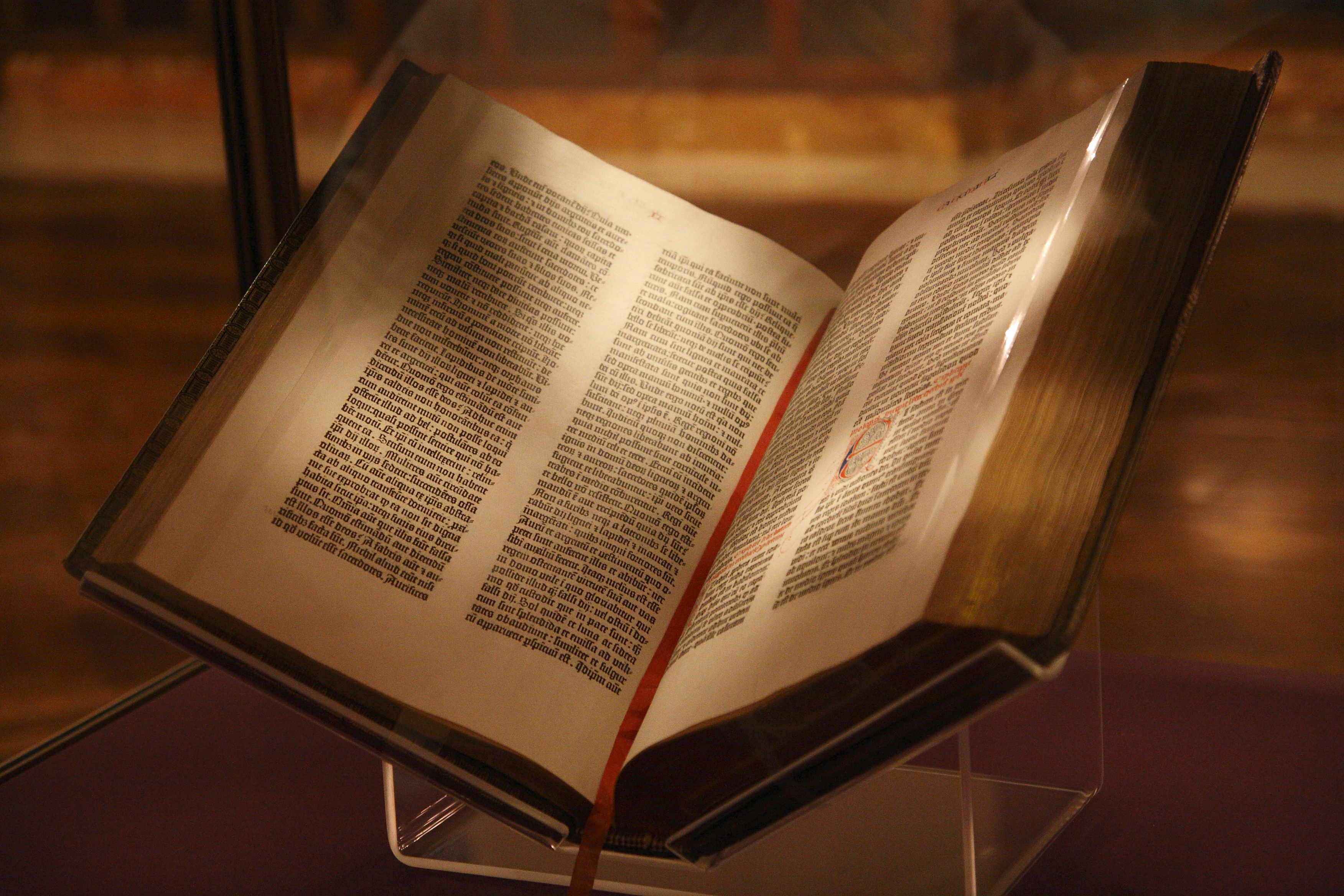
Le premier ouvrage européen imprimé (La Bible de Gutenberg). L’imprimerie va permettre la diffusion des savoirs à plus grande échelle

La graphosphère est la deuxième des trois médiasphères définies par Régis Debray dans son Cours de médiologie générale. Elle succède à la logosphère et désigne la phase de la civilisation qui s’écoule de l’invention de l’imprimerie à celle de la télévision en couleurs. 
L’invention de l’imprimerie enclenche un changement de paradigme en permettant une diffusion plus large de l’information. L’écrit prédomine et fait désormais autorité sur la transmission orale. 
Le livre imprimé « décroche l’information du bouche à oreille » ; il « fait voyager l’information loin de son support, il la rend […] disponible pour une traduction ou une transposition libre de son espace-temps d’origine».
Alors que dans l'économie de la logosphère, l’anonymat des auteurs était de mise, le statut de l'auteur ou de l'artiste est mis en avant et glorifié sous la graphosphère. La graphosphère est également la période pendant laquelle se développe l'esprit positiviste et la foi dans le progrès.